# Elementarpartiklarna
Elementarpartiklarna (franska: Les Particules élémentaires) är en bok från 1998 av Michel Houellebecq. Den är en svartsynt berättelse som kretsar kring två olika halvbröder som jagar lyckan. Den kontroversiella romanen blev Houellebecqs genombrott som författare.

## Handling
Boken behandlar två synnerligen olika halvbröder. Den ene (Michel) är en briljant, hämmad eller känslokall mikrobiolog bosatt i Irland, den andre (Bruno) en obehärskad gymnasielärare i litteratur med författarambitioner.
Båda bröderna jagar lyckan, var och en på sitt sätt. Michel har avstått kärlek, medan Bruno ägnat stora delar av sitt liv åt sexuell utlevnad. De är barn av beat- och hippiekulturen och 1960-talets sexuella revolutionen. I slutet av 1990-talet möts de på nytt.

## Bakgrund och mottagande
Båda berättelsens huvudpersoner företer, trots sina olikheter, paralleller med Houellebecq själv. Han har själv varit bosatt i Irland. De båda brödernas jakt på lyckan har en parallell till huvudpersonen i Plattform (Plateforme, 2001), en berättelse som bland annat behandlar ämnet sexturism.
Berättelsen är en sorts generationsroman, mot bakgrund av skildringen av de båda brödernas uppväxtmiljö och deras senare möte.
Elementarpartiklarna innebar Houellebecqs genombrott som författare. Handlingen innehåller explicit sexuella och enligt vissa närmast pornografiska passager, vilket bidrog till ett splittrat mottagande med en uppblossande litterär debatt. Bokens oputsade och konstlösa språk bröt skarpt mot den traditionella franska stilen inom prosaberättelser.
Efter att den belönades med Prix Novembre (en litterär utmärkelse grundad 1989) avgick grundaren av priset, Philippe Dennery, från prisjuryn och drog in sitt stöd. Därefter fick utmärkelsen ett nytt namn – Prix Décembre(en) – och en ny huvudsponsor (Pierre Bergé).